# Francisco Rodríguez Ibarra
Francisco Javier Rodriguez Ibarra (Candelaria, Valle del Cauca, 24 de junio de 1987) es un futbolista colombiano. Juega de mediocampista o Defensa central y actualmente milita en el Atlético Bucaramanga de la Categoría Primera A colombiana.

## Trayectoria
Debutó en el Barranquilla Futbol Club teniendo una excelente actuación y siendo el capitán en ese entonces, lo que permitió su ascenso al Junior de Barranquilla. Es hermano menor del también Exjugador de Junior Carlos Rodríguez Ibarra.
Fue campeón con Junior de Barranquilla en el 2010, pero tuvo poca aparición ya que una lesión lo marginó. En el 2011 vuelve a ser campeón con Junior del Torneo Finalización, sin embargo jugó poco también.

## Clubes
| Club                 | País      | Año           |
| -------------------- | --------- | ------------- |
| Barranquilla F. C.   | Colombia  | 2007 - 2009   |
| Junior               | Colombia  | 2010 - 2011   |
| Boyacá Chicó         | Colombia  | 2012 - 2015   |
| Águilas Doradas      | Colombia  | 2016          |
| Atlético Venezuela   | Venezuela | 2017          |
| Águilas Doradas      | Colombia  | 2018-2019     |
| Deportivo Pasto      | Colombia  | 2020-2021     |
| Atlético Bucaramanga | Colombia  | 2022-presente |

## Palmarés

### Campeonatos nacionales
| Título              | Club   | País     | Año  |
| ------------------- | ------ | -------- | ---- |
| Torneo Apertura     | Junior | Colombia | 2010 |
| Torneo Finalización | Junior | Colombia | 2011 |